# Canthium villarii
Canthium villarii là một loài thực vật có hoa trong họ Thiến thảo. Loài này được Vidal mô tả khoa học đầu tiên năm 1885.